# Johannes Nilsson (kommunpolitiker)

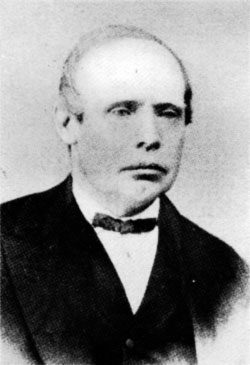
Johannes Nilsson

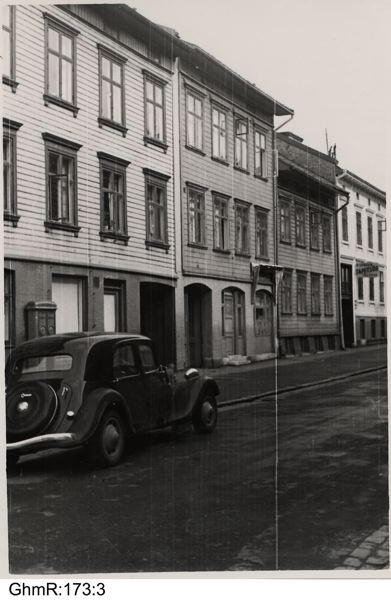
Landshövdingehus vid Albogatan i stadsdelen Annedal, Göteborg år 1938.
Foto av Otto Thulin från bildsamlingen i Göteborgs stadsmuseum.

Johannes Nilsson, född 28 september 1823 i Fässberg, Göteborgs och Bohus län, död 3 mars 1893 i Masthugget, Göteborg, var en svensk handelsman och kommunpolitiker, som tog initiativet till uppförandet av de första landshövdingehusen i Göteborg år 1875.
Johannes Nilsson var snickarelärling- och gesäll i Göteborg 1837–56. Han emigrerade därefter 1856 till Nordamerika, verksam som snickare och inspektor i Kalifornien. År 1874 återvände han till Göteborg och grundade firman Joh. Nilsson, Göteborg (1866–88). 
Nilsson var ledamot av Göteborgs stadsfullmäktige 1881–88 och av fattigvårdsstyrelsen åttonde distrikt 1882, samt ledamot av brandstodskommitén för Städernas Allmänna Brandstodsbolag 1884–90 och revisor för Göteborgs Utskänknings AB 1882–84. 

## Familj
Föräldrar var trädgårdsarbetaren Nils Nilsson och Anna Petersson. Johannes Nilsson gifte sig 1845 i Göteborg med Anna Olofsdotter (1818–1903).

### Webbkällor
- "Nilsson fixade bostad åt många", artikel av Kristian Wedel i Göteborgs-Posten 2015-01-30 och uppdaterad 2015-06-17. Läst  24 juli 2015.